# Borstgrasrasen am oberen Steinbach
Borstgrasrasen am oberen Steinbach este o arie protejată (arie specială de conservare — SAC, sit de importanță comunitară — SCI) din Germania întinsă pe o suprafață de 16,81 ha, integral pe uscat.

## Localizare
Centrul sitului Borstgrasrasen am oberen Steinbach este situat la coordonatele 51°02′47″N 8°25′26″E / 51.0464°N 8.4239°E.

## Înființare
Situl Borstgrasrasen am oberen Steinbach a fost declarat sit de importanță comunitară în martie 2001 pentru a proteja un număr necunoscut de specii din flora spontană și fauna sălbatică aflate în arealul zonei. Situl a fost protejat și ca arie specială de conservare în decembrie 2004.

## Biodiversitate
Situată în ecoregiunea continentală, aria protejată conține 2 habitate naturale: Formațiuni ierboase bogate în specii de Nardus, dezvoltate pe substraturi silicioase în zone montane (și în zone submontane, în Europa continentală), Fânețe montane.
La baza desemnării sitului se află un număr nedeclarat de specii protejate.